# Josh Smith (músico)

Josh Smith (nacido el 7 de octubre de 1979) es un guitarrista de blues estadounidense originario de Fort Lauderdale, Florida. Actualmente reside en Los Ángeles y es productor discográfico en su estudio Flat V Studios. En 2019, la revista Guitar World lo situó en el puesto 16 de su lista "Los 30 mejores guitarristas de blues del mundo en la actualidad".

## Biografía
Smith nació en 1979 en Middletown, Connecticut, y creció en Fort Lauderdale, Florida. Comenzó a tocar la guitarra a los siete años y a los diez ya participaba en festivales de blues. Grabó su primer álbum a los catorce años.
A los 16 años, Smith realizó una gira por Estados Unidos con su banda, Rhino Cats. La banda lanzó dos álbumes independientes: «Born Under a Blue Sign» y «Woodsheddin'». Tras la formación de «Rhino Cats», Smith formó otra banda (un trío) al que llamó Josh Smith and the Frost. La banda (Josh  tenía 18 años) lanza el álbum, «Too Damn Cold», producido por Jim Gaines.Se casa a los 22 años se casa y se muda a Los Ángeles..
Además de su faceta como músico, Smith es productor musical y dirige Flat V Studios en Los Ángeles (California).  Ha producido álbumes para músicos como Artur Menezes, Reese Wynans, Eric Gales, Joanna Connor, Joanne Shaw Taylor, Marc Broussard, Larry McCray, Andy Timmons y Joe Bonamassa, 
entre otros y ha colaborado como guitarrista en discos de artistas como Taylor Hicks, Ricky Fanté y Raphael Saadiq.
La revista Guitar World lo reconoció en 2019 como uno de los 30 mejores guitarristas de blues del mundo,situándolo en el puesto 16 de su lista. En 2020, Rock and Blues Muse lo incluyó entre los 15 mejores guitarristas contemporáneos de blues rock de ese año.

## Discografía
- Josh Smith & The Rhino Cats – Woodsheddin', 1995
- Josh Smith & The Frost – Too Damn Cold, 1997
- Josh Smith – Deep Roots, 2006
- Josh Smith – Inception, 2009
- Josh Smith – I'm Gonna Be Ready, 2011
- Josh Smith – Don't Give Up On Me, 2012
- Josh Smith – Over Your Head, 2015
- Josh Smith – Still, 2017
- Josh Smith – Burn to Grow, 2018
- Josh Smith – Bird of Passage, 2022[11][12]